# Rubus appropinquatus
Rubus appropinquatus är en rosväxtart som beskrevs av Plieninger. Rubus appropinquatus ingår i släktet rubusar, och familjen rosväxter. Inga underarter finns listade i Catalogue of Life.